# Guaraci (Paraná)
Guaraci ist ein brasilianisches Munizip im Bundesstaat Paraná. Es hat 4.748 Einwohner (2022), die sich Guaracienser nennen. Seine Fläche beträgt 212 km². Es liegt 561 Meter über dem Meeresspiegel. Die Gemeinde ist Teil der Metropolregion Londrina.

## Etymologie
Der Name kommt von dem Tupi-Begriff coaracy und bedeutet Glänzende oder Leuchtende Stadt.

## Geschichte

### Besiedlung
Die Besiedlung der Region, in der sich heute die Gemeinde Guaraci befindet, begann 1945. Die zahlreichen Städte, die über Nacht in allen Teilen der Region entstanden, das gewaltsame Abholzen der Wälder, das Eindringen in die Wälder mit großen Maschinen, die Urbarmachung des ursprünglichen Bodens, die Umwandlung unwirtlicher und gefährlicher Gebiete in Viehweiden und Kaffeeplantagen, all das war ein schnelles Werk, das in Eile durchgeführt wurde.
Die meisten Städte in Nordparaná haben ihren Ursprung in einem Patrimonium, d. h. in einer Unterteilung von Terra-Roxa-Land, das sich für den Kaffeeanbau eignet. Ein Grundstückseigentümer, eine Einzelperson oder eine Gemeinschaftsunternehmen vermaßen das Land, organisierten den Aufteilungsplan und legten den Grundstein für eine zukünftige Stadt. Alles drehte sich um den Handel mit Grund und Boden, dessen rationelle Nutzung, die Bodenbearbeitung und den Kaffeeanbau. Auf diese Weise wurde die Kolonisierung und Besiedlung der gesamten großen physiographischen Region abgewickelt. Es herrschte die Politik des kleinen Besitzes, die Grundlage des Bevölkerungskerns, der Patrimonium genannt wurde. Genau diese Politik verfolgte die Companhia de Terras do Norte do Paraná ebenso wie mehrere andere, kleinere Immobiliengesellschaften. Sie trugen wesentlich zum Fortschritt und zur Entwicklung der Region bei, indem sie Grundbesitz schufen, Städte gründeten und Straßen bauten.
Guaraci wurde am Kilometer 24 der Estrada de Jaguapitã von Pionieren gegründet, die sich 1945 hier niederließen. Zwei Jahre später wurde der Ort Colônia de São Sebastião do Guaraci benannt. Da gab es schon zehn Holzhäuser, die mit Brettern bedacht waren.

### Erhebung zum Munizip
Guaraci wurde durch das Staatsgesetz Nr. 253 vom 25. November 1954 aus Jaguapitã ausgegliedert und in den Rang eines Munizips erhoben. Es wurde am 1. Dezember 1955 als Munizip installiert.

## Geografie

### Fläche und Lage
Guaraci liegt auf dem Terceiro Planalto Paranaense (der Dritten oder Guarapuava-Hochebene von Paraná) auf 22° 58′ 22″ südlicher Breite und 51° 39′ 00″ westlicher Länge. Seine Fläche beträgt 212 km². Es liegt auf einer Höhe von 561 Metern.

### Geologie und Böden
Die Böden bestehen aus fruchtbarer Terra-Roxa.

### Vegetation
Das Biom von Guaraci ist Mata Atlântica.

### Klima
In Guaraci herrscht tropisches Klima. Die meisten Monate im Jahr sind durch Niederschläge gekennzeichnet. Auf das Gesamtklima im Jahr haben die wenigen trockenen Monate nur wenig Einfluss. Die Klimaklassifikation nach Köppen und Geiger lautet Am. Im Jahresdurchschnitt liegt die Temperatur bei 22,2 °C. Innerhalb eines Jahres gibt es 1419 mm Niederschlag.

### Gewässer
Guaraci liegt im Einzugsbereich des Pirapó. Dessen linker Nebenfluss Rio Bandeirantes do Norte bildet die südwestliche Grenze des Munizips.

### Straßen
Guaraci liegt an der PR-340 von Jaguapitã nach Jardim Olinda am Paranapanema. Von ihr zweigen die PR-458 nach Santa Fé und die PR-542 nach Nossa Senhora das Graças ab.

### Nachbarmunizipien
| Cafeara                  | Centenário do Sul                           |           |
| Nossa Senhora das Graças | Kompassrose, die auf Nachbargemeinden zeigt |           |
| Santa Fé                 |                                             | Jaguapitã |

## Stadtverwaltung
Bürgermeister: Sidnei Dezoti, PSD (2021–2024)
Vizebürgermeister: Jamis Amadeu, PSD (2021–2024)

## Demografie

### Bevölkerungsentwicklung
| Jahr | Einwohner | Stadt | Land |
| ---- | --------- | ----- | ---- |
| 1960 | 17.437    | 25 %  | 75 % |
| 1970 | 7.678     | 35 %  | 65 % |
| 1980 | 5.681     | 57 %  | 43 % |
| 1991 | 5.549     | 73 %  | 27 % |
| 2000 | 4.919     | 77 %  | 23 % |
| 2010 | 5.227     | 80 %  | 20 % |
| 2022 | 4.748     |       |      |

Quelle: IBGE (2011) und Volkszählung 2022

### Ethnische Zusammensetzung
| Gruppe * | 1991    | 2000    | 2010    | wer sich als …                                                                   |
| --- | ------- | ------- | ------- | -------------------------------------------------------------------------------- |
| Weiße | 50,9 %  | 65,9 %  | 55,5 %  | weiß bezeichnet                                                                  |
| Schwarze | 1,2 %   | 1,6 %   | 3,1 %   | schwarz bezeichnet                                                               |
| Gelbe | 0,1 %   | 0,1 %   | 0,5 %   | von fernöstlicher Herkunft wie japanisch, chinesisch, koreanisch etc. bezeichnet |
| Braune | 47,8 %  | 31,6 %  | 40,9 %  | braun oder als Mischung aus mehreren Gruppen bezeichnet                          |
| Indigene | 0,0 %   | 0,0 %   | 0,0 %   | Ureinwohner oder Indio bezeichnet                                                |
| ohne Angabe | 0,0 %   | 0,8 %   | 0,0 %   |                                                                                  |
| Gesamt | 100,0 % | 100,0 % | 100,0 % |                                                                                  |
| *) Das IBGE verwendet für Volkszählungen ausschließlich diese fünf Gruppen. Es verzichtet bewusst auf Erläuterungen. Die Zugehörigkeit wird vom Einwohner selbst festgelegt. |         |         |         |                                                                                  |

Quelle: IBGE (Stand: 1991, 2000 und 2010)

## Söhne und Töchter der Stadt
- Vitor Hugo Franchescoli de Souza (* 1991), Fußballspieler